# Кинь-Грусть (мыза)
Кинь-Грусть — бывшая мыза (усадьба), находилась на территории современного посёлка Дубровка Всеволожского района Ленинградской области.
О времени возникновения и хронологии владения мызой Кинь-Грусть существует несколько версий.

## Версия первая
В 1838 году на правом берегу Невы в Выборгской Дубровке стояли два стекольных завода, причисленные к Дубровской лесной даче Императорского казённого стекольного и фарфорового завода. После упразднения стекольного производства, начиная с 1840-х годов, казённые земли стали продавать.
Тогда же, на землях бывшего стекольного завода, действительный статский советник генерал Николай Павлович Безак и основал мызу, названную им Кинь-Грусть. Рядом с мызой, на берегу Невы находилась пароходная пристань, вдоль невского бечевника Н. П. Безак устроил цветники.
В 1870-х годах мызу приобрёл юрист Н. А. Мордвинов.
В начале XX века мызу Кинь-Грусть с полумызком Дубровкой приобрели купцы Александр и Фёдор Алексеевичи Любищевы.
После революции господский дом был перестроен под клуб.
Усадьба Кинь-Грусть сгорела в годы блокады Ленинграда.
В настоящее время сохранился лишь чугунный лев, стоявший у крыльца усадебного дома.

## Версия вторая
В 1860-е годы в месте впадения в Неву реки Дубровки находилось сельцо Михайловское, принадлежащее действительному статскому советнику Н. П. Безаку.
В 1890-е годы купец С. С. Михалев устроил на берегу Невы усадьбу площадью 9 десятин под названием Кинь-Грусть.
В 1900-е годы усадьба площадью уже 1680 десятин, была приобретена купцом, потомственным почётным гражданином Александром Алексеевичем Любищевым.
В 1910 году он заложил мызу Кинь-Грусть в Тульском земельном банке. В описи усадьбы было отмечено: «Усадьба на высоком берегу Невы, хорошо застроена. Барский дом большой, хорошо отделан. Дом окружён красивыми старыми деревьями, открыт фасад с чудесным видом на противоположный берег».
Усадебный дом был каменным. Кухни, сараи, свинарник, рига, три жилых дома и шесть дач — деревянные.
До 1912 года Александр Алексеевич Любищев сдавал свою усадьбу в аренду местной земской школе, а затем продал имение акционерному обществу «Дубровка».

## Версия третья
Согласно материалам по статистике народного хозяйства Шлиссельбургского уезда, в 1878 году мызу Кинь-Грусть площадью 1640 десятин за 72 000 рублей приобрёл купец С. С. Михалев.
По данным 1889 года, землю он сдавал в аренду погодно обществу крестьян соседней деревни Михайловки. В хозяйстве у него было 19 лошадей и 24 коровы. Сам Михалев в имении не жил, хозяйством за 120 рублей в год занимался управляющий. В имении было пять жилых домов, три дома для владельца и управляющего, один дом для рабочих и один для прочих нужд. Имелись два коровника на 45 голов, один амбар и сарай. Мыза поставляла молоко, дача сдавалась в аренду за 250 рублей в год.
В 1900 и 1905 годах сельцо Михайловское, где находилась мыза, принадлежало братьям купцам Александру и Фёдору Алексеевичу Любищевым.

## Иллюстрации

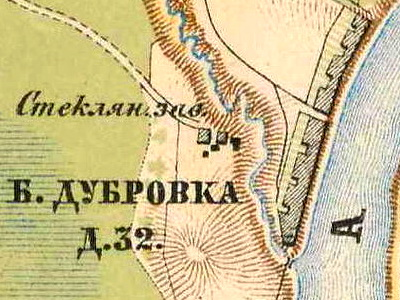
Стеклянный завод. 1885 год
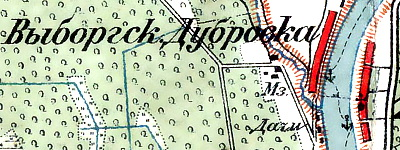
Расположение мызы. 1909 год
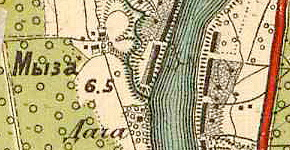
План мызы Кинь-Грусть. 1913 год